# Selja, Tori kommun
Selja är en ort i Estland. Den ligger i Tori kommun och landskapet Pärnumaa, i den sydvästra delen av landet, 100 km söder om huvudstaden Tallinn. Selja ligger 38 meter över havet och antalet invånare är 405.
Terrängen runt Selja är mycket platt. Runt Selja är det glesbefolkat, med 9 invånare per kvadratkilometer. Närmaste större samhälle är Sindi, 15,0 km sydväst om Selja. I omgivningarna runt Selja växer i huvudsak blandskog.